# San Juan del Sur
San Juan del Sur é um município da Nicarágua, situado no departamento de Rivas. Tem 411 km² de área e sua população em 2020 foi estimada em 15.790 habitantes.